# Shake It About/Evil
Shake It About/Evil è un singolo del gruppo musicale inglese UFO, pubblicato nel 1970.

## Tracce
Lato A
1. Shake It About (UFO)

Lato B
1. Evil (Peter Way)